# Wincarnis
Wincarnis war der Name eines britischen Stärkungsmittels auf der Basis von Wein, Fleischextrakt und Malz. Der Name leitete sich von Wine, englisch für Wein, und Carnis, lateinisch für Fleisch, ab.
Wincarnis wird mittlerweile als ein (mit Alkohol) gestärkter Wein (17 %) mit einem Zusatz von Traubensaft, Malzextrakt und Gewürzen von 'Ian Macleod Distilleries' vertrieben und als Aperitifwein vermarktet. Er enthält kein Fleischextrakt mehr.

## Geschichte
Wincarnis wurde ursprünglich als 'Liebig's Extract of Meat and Malt Wine' vertrieben.
Hersteller war die Firma Coleman and Co Ltd in Norwich. Die Marke wurde später an Hedges & Butler verkauft, welche 1998 an Ian Macleod Distillers Ltd of Broxburn, Schottland überging.

## Frühere Vermarktung in Deutschland
Wincarnis wurde in Deutschland als „feinster Südwein mit bestem Malz- und Fleischextrakt“ zur Rekonvaleszenz und als „appetitanregend, blutstärkend und nervenstärkend“ angepriesen und insbesondere über Apotheken und Drogerien vertrieben.